# جبن إدام
جبنن إدام إو إيدام أو الفلمنك (بالهولندية: Edammer) هي جبنة شبه صلبة نشأت في هولندا، وسميت على اسم مدينة إدام في مقاطعة شمال هولندا. تُباع إدام تقليديًا في كرات ذات نهايات مسطحة ذات لون داخلي أصفر باهت وطبقة أو قشرة من شمع البَرافين الأحمر. جبن الإدام يشيخ ويتحمل النقل جيدا ولا يفسد، بل تصلب فقط. هذه الصفات (من بين أشياء أخَر) جعلتها الجبن الأكثر شعبية في العالم بين القرنين الرابع عشر والثامن عشر، سواء في البحر أو في المستعمرات النائية.

## المحتوى

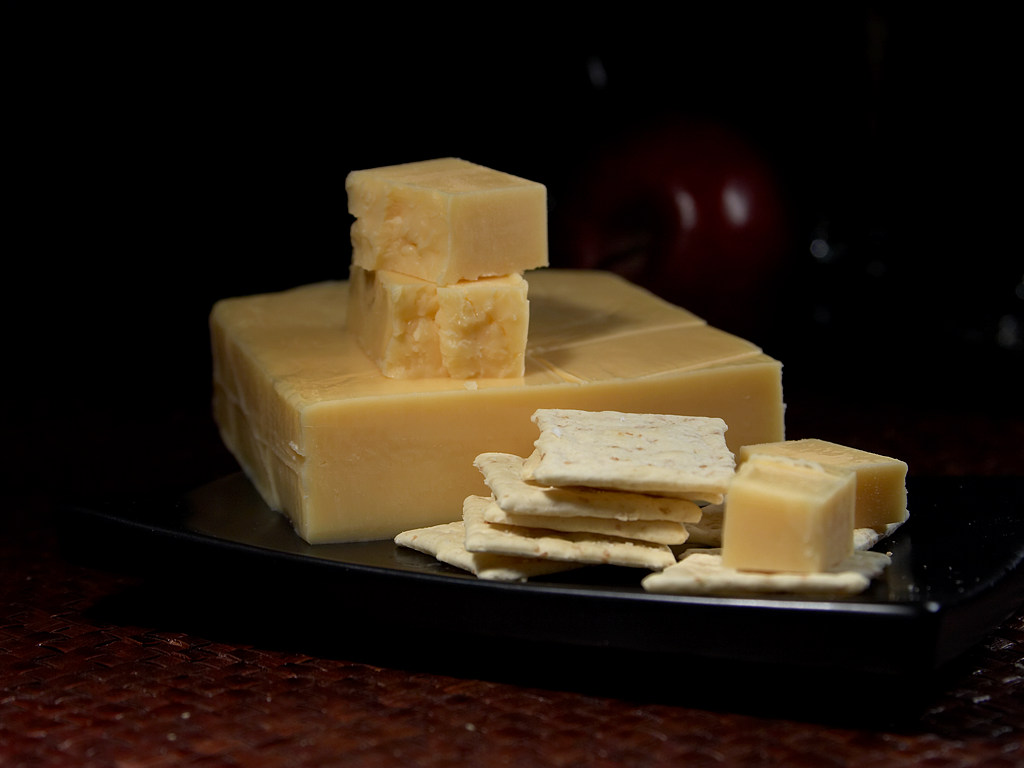
جبنة إدام مع مُتكسرات

معظم جبن إدام الفتي الذي يباع في المتاجر له مذاق خفيف جدًا مالحٌ قليلًا أو فستقي الطعم لا رائحة تقريبًا بالمقارنة مع أنواع الجبن الأُخَر. مع تقادم الجبن يزداد طعمه حدة ويصبح أكثر تماسكًا. قد يحتوي جبن إدام على نسبة قليلة من الدهون في المادة الجافة تصل إلى 28٪. يعد الإدام الحديث أكثر نعومة من أنواع الجبن الأخرمثل جبن الشدَّر بسبب محتواه المنخفض من الدهون.